# Sołdany
Sołdany est un village polonais de la voïvodie de Varmie-Mazurie, dans le powiat de Giżycko.

## Histoire
De 1818 à 1945, Soldahnen fait partie de l'arrondissement d'Angerburg dans le district de Gumbinnen au sein de la province de Prusse-Orientale.